# Vermessungs-, Wracksuch- und Forschungsschiffe des BSH
Das Bundesamt für Seeschifffahrt und Hydrographie (BSH) in Hamburg betreibt neben zwei reinen Vermessungsschiffen drei Spezialschiffe, die als Vermessungs-, Wracksuch- und Forschungsschiffe (VWFS) eingesetzt werden: 
- Wega (1990 gebaut)
- Deneb (1994 gebaut)
- Atair (2020 gebaut)

Eigner der Schiffe ist die Bundesrepublik Deutschland, vertreten durch das Bundesministerium für Verkehr und digitale Infrastruktur.